# Гонвил на Мору
Гонвил на Мору (фр. Gonneville-sur-Mer) насеље је и општина у северној Француској у региону Доња Нормандија, у департману Калвадос која припада префектури Лисје.
По подацима из 2011. године у општини је живело 662 становника, а густина насељености је износила 53,47 становника/km². Општина се простире на површини од 12,38 km². Налази се на средњој надморској висини од 120 метара (максималној 149 m, а минималној 5 m).

## Демографија
| 1962. | 1968. | 1975. | 1982. | 1990. | 1999. | 2011. |
| ----- | ----- | ----- | ----- | ----- | ----- | ----- |
| 437   | 462   | 331   | 399   | 504   | 564   | 662   |

График промене броја становника у току последњих година